# Foveolaria retiformis
Foveolaria retiformis är en mossdjursart som beskrevs av Harmer 1926. Foveolaria retiformis ingår i släktet Foveolaria och familjen Foveolariidae. Inga underarter finns listade i Catalogue of Life.